# Pietro Morici
Pietro Morici (Valderice, 21 agosto 1956 – Palermo, 13 giugno 1983) è stato un carabiniere italiano, vittima di mafia.

## Biografia
Finita la scuola dell'obbligo, Pietro Morici cominciò a gestire insieme alla madre un negozio di alimentari situato accanto alla caserma dei Carabinieri. Lì iniziò a trascorrere le sue giornate.
Divenuto adulto, nonostante i suoi genitori si opponessero, Morici si arruolò, frequentando così la scuola degli Allievi Carabinieri a Roma; terminato il corso di istruzione, dopo qualche tempo fu trasferito a Milano.
Nel 1976 fu trasferito a Palermo ed infine a Monreale, divenendo autista del capitano Basile, che nel 1980 fu ucciso dalla mafia locale.
Morici venne riconfermato come autista dal nuovo comandante della stazione di Monreale, il capitano Mario D'Aleo.
Il 13 giugno del 1983 Pietro Morici era insieme all'appuntato Giuseppe Bommarito ed al capitano D'Aleo, mentre si recavano a casa di quest'ultimo, quando furono affiancati da due motoveicoli con a bordo due sicari di Cosa nostra che li freddarono, uccidendoli sul colpo.

## Onorificenze e riconoscimenti
- Il comune di Valderice, ha intitolato una strada a Pietro Morici.[2]
- Dall'ottobre del 2010 la caserma della Stazione dei Carabinieri di Valderice è intitolata alla sua memoria.[2]